# Yolarnie Amepou
Yolarnie Amepou (geboren am 20. Mai 1988 in Madang, Madang Province) ist eine Zoologin und Naturschützerin aus Papua-Neuguinea, die vor allem bekannt für ihre Arbeit zum Schutz der Papua-Weichschildkröte (Carettochelys insculpta) im Kikori ist. Für ihr Engagement wurde sie 2017 als „Youth Champions for the Sustainable Development Goals der United Nations“ ausgezeichnet.

## Biografie

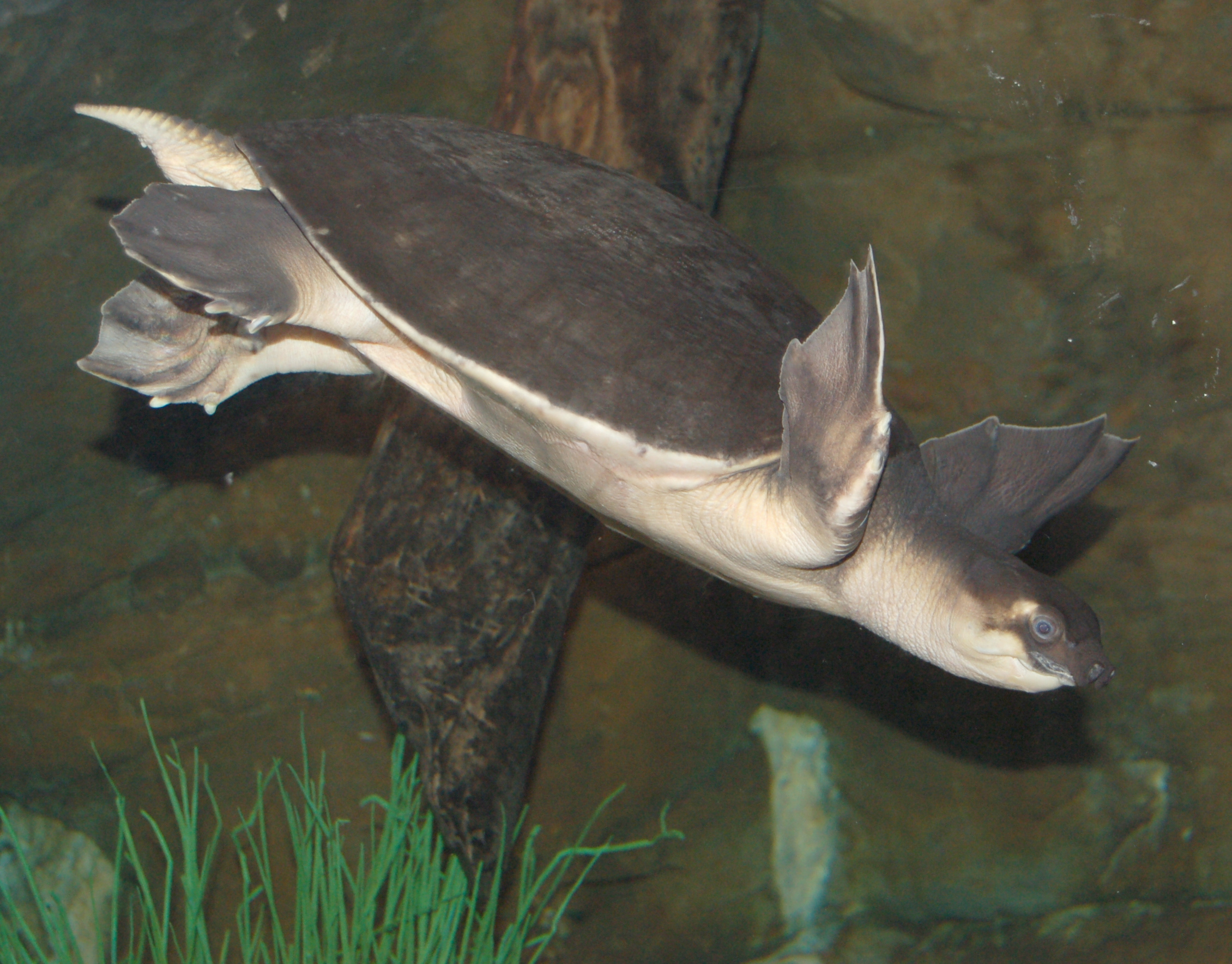
Papua-Weichschildkröte (Carettochelys insculpta)

Yolarnie Amepou studierte an der Universität Papua-Neuguinea und schloss das Studium 2011 mit einem Bachelor of Science mit dem Schwerpunkt Meeresbiologie ab, danach folgte ein einjähriges Ehrenstudium mit Ehrendiplom. Während des Abschlusses meldete sie sich freiwillig für das „Piku“-Projekt, ein Forschungs- und Schutzprogramm der Universität Canberra zum Schutz der bedrohten Papua-Weichschildkröte (Carettochelys insculpta) im Kikori, das von ExxonMobil im Rahmen des Papua-Newguinea LNG Project finanziert wurde und eingerichtet wurde. Durch das Projekt wurde ihr Master-Studium am Institut für Angewandte Ökologie an der Universität Canberra ermöglicht. 2019 wurde sie Direktorin der aus dem „Piku“-Projekts hervorgegangenen Piku Biodiversity Network Inc.
Neben ihrer Arbeit im Projekt arbeitet und forscht sie als Herpetologin. 2015 beschrieb sie in einem Team australischer Wissenschaftler im Rahmen einer Revision des Artenkomplexes um die Neuguinea-Schnappschildkröte Elseya novaeguineae die neue Art Elseya rhodini sowie die Untergattung Hanwarachelys innerhalb der Gattung Elseya. Die Arbeitsgruppe bearbeitete den gesamten Artenkomplex und erhob neben der neu beschrieben Art auch die vorher als Synonym betrachtete Elseya schultzei wieder in den Artstatus. 2017 gehörte sie zu dem Team, das den Status der Papua-Weichschildkröte für die International Union for Conservation of Nature (IUCN) erfasste. Im Juni 2019 erschien ein Artikel zum Status des bei zahlreichen Amphibien pathogenen Chytridpilz (Batrachochytrium dendrobatidis), der trotz seiner großen Verbreitung auf der Insel Neuguinea bis zum Veröffentlichungszeitpunkt nicht aufgetreten ist, bei dem Amepou ebenfalls Co-Autorin war.

## Auszeichnungen
- Youth Champions for the Sustainable Development Goals der United Nations 2017

## Veröffentlichungen
- C. Eisemberg, M. Rose, B. Yaru, Y. Amepou, A. Georges: Salinity of the coastal nesting environment and its association with body size in the estuarine pig-nosed turtle. Journal of Zoology, London 295, 2015; S. 65–74.
- Scott Thomson, Yolarnie Amepou, Jim Anamiato, Arthur Georges: A new species and subgenus of Elseya (Testudines: Pleurodira: Chelidae) from New Guinea. Zootaxa 4006 (1), 21. August 2015. doi:10.11646/zootaxa.4006.1.3
- C. Eisemberg, Y. Amepou, M. Rose, B. Yaru, A. Georges: Defining priority areas through social and biological data for the pig-nosed turtle (Carettochelys insculpta) conservation program in the Kikori Region, Papua New Guinea. Journal for Nature Conservation 28, 2015; S. 19–25.
- C. Eisemberg, M. Rose, B. Yaru, A. Georges: Spatial and temporal trends in pig-nosed turtle (Carettochelys insculpta) harvest in Papua New Guinea. Oryx 49, 2015; S. 659–668.
- Y. Amepou: The Piku Project: Saving Papua New Guinea's endangered pig nosed turtle. The Tortoise 5, 2016; S. 52–19.
- D. Bower, S. Clulow, Y. Amepou, A. Georges: Diaries of Frog Research Adventures in Wau Creek Research Station, Papua New Guinea. FrogLog 25(2), 2017; S. 17–21.
- Deborah S. Bower, Karen R. Lips, Yolarnie Amepou, Stephen Richards, Chris Dahl, Elizah Nagombi, Miriam Supuma, Lisa Dabek, Ross A. Alford, Lin Schwarzkopf, Mark Ziembicki, Jeffrey N. Noro, Amir Hamidy, Graeme R. Gillespie, Lee Berger, Carla Eisemberg, Yiming Li, Xuan Liu, Charlotte K. Jennings, Burhan Tjaturadi, Andrew Peters, Andrew K. Krockenberger, Dillian Nason, Mirza D. Kusrini, Rebecca J. Webb, Lee F. Skerratt, Chris Banks, Andrew L. Mack, Arthur Georges, Simon Clulow: Island of opportunity: can New Guinea protect amphibians from a globally emerging pathogen? Frontiers in Ecology and the Environment, Juni 2019; doi:10.1002/fee.2057.

## Belege
1. 1 2  Yolarnie Amepou, Porträt beim ExxonMobil-Projekt
2. ↑  Piku Biodiversity Network launches auf der Website von Arthur Georges, 24. Juli 2019; abgerufen am 29. November 2019.
3. ↑  Scott Thomson, Yolarnie Amepou, Jim Anamiato, Arthur Georges: A new species and subgenus of Elseya (Testudines: Pleurodira: Chelidae) from New Guinea. Zootaxa 4006 (1), 21. August 2015. doi:10.11646/zootaxa.4006.1.3
4. ↑  C. Eisemberg, P.P. van Dijk, A. Georges, Y. Amepou: Carettochelys insculpta. Profil in der IUCN Red List of Threatened Species 2018: e.T3898A2884984. doi:10.2305/IUCN.UK.2018-2.RLTS.T3898A2884984.en; abgerufen am 29. November 2019.
5. ↑  Deborah S. Bower, Karen R. Lips, Yolarnie Amepou, Stephen Richards, Chris Dahl, Elizah Nagombi, Miriam Supuma, Lisa Dabek, Ross A. Alford, Lin Schwarzkopf, Mark Ziembicki, Jeffrey N. Noro, Amir Hamidy, Graeme R. Gillespie, Lee Berger, Carla Eisemberg, Yiming Li, Xuan Liu, Charlotte K. Jennings, Burhan Tjaturadi, Andrew Peters, Andrew K. Krockenberger, Dillian Nason, Mirza D. Kusrini, Rebecca J. Webb, Lee F. Skerratt, Chris Banks, Andrew L. Mack, Arthur Georges, Simon Clulow: Island of opportunity: can New Guinea protect amphibians from a globally emerging pathogen? Frontiers in Ecology and the Environment, Juni 2019; doi:10.1002/fee.2057.